# Остранение
Остране́ние — одно из ключевых понятий русского формализма: литературный приём, имеющий целью вывести читателя «из автоматизма восприятия». Термин введён в 1916 году Виктором Шкловским. Представители формальной школы видели в остранении универсальный приём литературы.
Остранение может рассматриваться в качестве одного из способов разрушения стереотипа в понимании смысла текста в деконструкции, в том числе для изменения контекста рассмотрения текста. При этом  остранение как приём был изобретён Шкловским задолго до появления концепции деконструкции, представленной Ж. Деррида только в 1967 году.

## История термина
Написание («остранение» через одну «н», а не две) было опиской, но прижилось именно в таком виде. Как и отметил Шкловский, «термин вошёл в жизнь с 1916 года именно в таком написании». Этим термином автор обозначил задачу писателя вывести читателя «из автоматизма восприятия», сделав для этого предмет восприятия непривычным, необычным, чудным, странным.
Шкловский так определил «приём остранения»: «не приближение значения к нашему пониманию, а создание особого восприятия предмета, создание „ви́дения“ его, а не „узнавания“». При остранении вещь не называется своим именем, а описывается как будто в первый раз увиденная.
Бертольт Брехт, возможно, знакомый с работами Шкловского, разработал концепцию «Verfremdung» (обычно переводится как «очуждение»). Люди, не знакомые с историей появления этого термина у Брехта, стали принимать брехтовский термин Verfremdung за исходный и вместо изначального термина Шкловского «остранение» пользоваться переводом Verfremdung на русский язык как «отчуждение», что неудачно пересекается с философским понятием «отчуждение» (Entfremdung).

## Примеры использования
Вводя термин «остранение», Шкловский ссылался на тексты Л. Н. Толстого. В качестве примера остранения Шкловский приводил содержащееся в романе «Война и мир» описание оперы с точки зрения неискушённого наблюдателя (в данном случае — Наташи Ростовой):

«На сцене были ровные доски посередине, с боков стояли крашеные картоны, изображающие деревья, позади было протянуто полотно на досках. В середине сцены сидели девицы в красных корсажах и белых юбках. Одна, очень толстая, в шелковом белом платье, сидела особо, на низкой скамеечке, к которой был приклеен сзади зеленый картон. Все они пели что-то. Когда они кончили свою песню, девица в белом подошла к будочке суфлера, и к ней подошел мужчина в шелковых в обтяжку панталонах на толстых ногах, с пером и кинжалом и стал петь и разводить руками.

Мужчина в обтянутых панталонах пропел один, потом пропела она. Потом оба замолкли, заиграла музыка, и мужчина стал перебирать пальцами руку девицы в белом платье, очевидно выжидая опять такта, чтобы начать свою партию вместе с нею. Они пропели вдвоем, и все в театре стали хлопать и кричать, а мужчина и женщина на сцене кланяться».
Остранение стало базовым, основополагающим приёмом для писателя Андрея Платонова.